# Stade Mosaic (Taylor Field)
Cet article concerne l'ancien stade fermé en 2016. Pour le nouveau stade, voir Stade Mosaic.
Le stade Mosaic, ou Mosaic Stadium at Taylor Field en anglais, était un stade de football canadien situé dans la ville de Regina, capitale provinciale de la Saskatchewan, au Canada. Il était le domicile des Roughriders de la Saskatchewan de 1936 à 2016, même si l'équipe jouait déjà sur ce site depuis 1921. Il était également le domicile des Rams de l'Université de Régina, équipe du SIC, ainsi que celui du Thunder de Regina, équipe de la Ligue canadienne de football junior. Il a porté le nom de Taylor Field de 1947 à 2006. 
Le stade appartenait à la ville de Regina. Il avait une capacité de 30 048 spectateurs dans sa plus récente configuration.
Il a accueilli trois fois le match de la coupe Grey : en 1995 (en), en 2003 (en) et en 2013.

## Histoire
Un terrain de rugby est installé dès 1910 par la ville de Regina sur un terrain appelé Park Hughes, situé juste au nord des voies ferrées qui traversent Regina. À la demande d'une ligue de soccer, la Regina Amateur Football League, le terrain est aménagé pour le soccer en 1921, pourvu de gradins et entouré d'une clôture de 8 pieds (2,4 m). Il est également mis à la disposition du Regina Rugby Club, ancêtre des Roughriders de la Saskatchewan, qui y joue son premier match le 15 octobre 1921. En 1918, un terrain de baseball est aménagé sur le terrain adjacent à l'est, appelé Park de Young. Puis en 1928 les deux parcs sont combinés et un nouveau terrain de rugby (comme le football canadien était encore souvent appelé à l'époque) est installé, chevauchant les deux parcs et dans une configuration qui permettait d'y jouer aussi au baseball. Le nouveau terrain est aussi appelé Park de Young ; cependant les Roughriders (nouveau nom du Regina Rugby Club depuis 1924) n'y jouent pas encore leurs matchs, préférant le terrain du parc des expositions qui peut accueillir plus de spectateurs.
Ce n'est qu'en 1936 que les Roughriders s'installent définitivement au Park de Young. Une galerie de la presse permettant la radiodiffusion des matchs est installée et la capacité est de près de 5 000 spectateurs. Des projecteurs permettent de jouer un premier match en soirée en 1937. Cependant la surface de jeu est encore en terre battue et en cas de pluie le terrain pouvait devenir impraticable, forçant les Roughriders à jouer ailleurs. Finalement, après l'interruption des opérations à cause de la guerre, la situation est si sérieuse qu'en 1947 on ensemence du gazon pour obtenir un terrain de qualité acceptable. La même année, le terrain est renommé Taylor Field en l'honneur de Neil Taylor (en), joueur, entraîneur puis président du club auquel il est associé de 1914 à 1937, qui est mort en mai. 
D'autres améliorations s'ensuivent. Des estrades en béton sont construites sur le côté ouest en 1948, augmentant la capacité à 8 700 spectateurs, suivi d'autres agrandissements en 1950, 1951, 1953 et 1954 qui font monter le nombre de spectateurs possibles à 13 083. Cette dernière année, un système de projecteurs plus performant permet d'offrir plus de matchs en soirée. En 1958, l'équipe presse la municipalité d'installer des tribunes permanentes du côté est, ce qui aurait mis fin à la possibilité de jouer du baseball au stade. Les autorités choisissent plutôt d'ajouter 2 100 sièges aux estrades existantes, démontables pour accommoder le baseball, portant la capacité totale à 15 365. Ce n'est qu'en 1965 que la décision est prise d'installer des tribunes en béton du côté est, forçant le baseball à se relocaliser au parc Mount Pleasant. La capacité du stade est ainsi portée à 19 195 places, et à cette époque les spectateurs sont encore admis sur les lignes de côté, ce qui permet une assistance record de 20 009 personnes lors du match d'ouverture de 1966, record porté à 22 954 en octobre suivant. 
En 1972, 1 499 sièges sont ajoutés aux tribunes est, et de l'éclairage supplémentaire permet maintenant de télédiffuser les matchs en couleur. Puis en décembre 1977 un référendum chaudement disputé autorise la ville à ajouter un deuxième niveau d'estrades du côté ouest, en plus d'aménager des espaces pour des bureaux et pour les chambres des joueurs. Cette extension, qui ajoute 8 000 sièges, nécessite la démolition de 12 maisons sur la rue adjacente au stade. À cause d'une grève de la construction, ce n'est qu'en juin 1979 que l'agrandissement peut être inauguré, en même temps que la surface de jeu est refaite en pelouse artificielle et qu'un nouveau tableau indicateur est installé ; la capacité est maintenant de 27 606 sièges. 
En 1993, le Taylor Field est choisi pour accueillir le match de la coupe Grey de 1995. Pour cela, de nombreux aménagements sont nécessaires, en particulier l'ajout d'estrades temporaires qui portent la capacité à au-delà de 50 000 places. De fait, l'assistance officielle est établie à 52 564 spectateurs le 19 novembre 1995.
En juin 2006, un accord de dénomination publicitaire est annoncé par les Roughriders avec la société américaine The Mosaic Company, qui possède plusieurs mines de potasse en Saskatchewan. Cet accord d'une durée de 10 ans et d'une valeur de 3,75 millions de dollars spécifie que le stade s'appellera Mosaic Stadium mais que la surface de jeu sera toujours appelée Taylor Field.

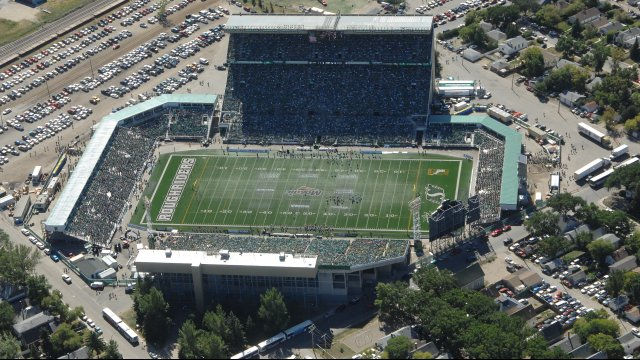
Le stade en 2013, dans sa configuration finale

## Fermeture et démolition
En 2007 on commence à parler de la construction d'un nouveau stade à Regina, plutôt que de nouvelles rénovations au vieux Taylor Field, ce qui a été décrit comme étant de « mettre du rouge à lèvres à un cochon ». Le 12 juillet 2012, le premier ministre de la Saskatchewan Brad Wall et le maire de Regina Pat Fiacco annoncent une entente concernant la construction d'un nouveau stade pour accueillir les Roughriders de la Saskatchewan, en remplacement de l'ancien stade Mosaic. Le stade Mosaic ferme ses portes à la fin de la saison 2016, et les travaux de démolition sont effectués de septembre à la fin d'octobre 2017. 